# Antrodiaetus roretzi
Antrodiaetus roretzi är en spindelart som först beskrevs av Ludwig Carl Christian Koch 1878.  Antrodiaetus roretzi ingår i släktet Antrodiaetus och familjen Antrodiaetidae. Inga underarter finns listade i Catalogue of Life.